# Nouaillé-Maupertuis
Nouaillé-Maupertuis è un comune francese di 2 825 abitanti situato nel dipartimento della Vienne nella regione della Nuova Aquitania.

## Società

### Evoluzione demografica
Abitanti censiti